# Bahnhof Yudanaka
Der Bahnhof Yudanaka (湯田中駅 Yudanaka-eki) ist ein Bahnhof auf der japanischen Insel Honshū, betrieben von der Bahngesellschaft Nagano Dentetsu. Er befindet sich in der Präfektur Nagano auf dem Gebiet der Gemeinde Yamanouchi.

## Verbindungen
Yudanaka ist die östliche Endstation der Nagaden Nagano-Linie der Bahngesellschaft Nagano Dentetsu. Zwischen Yudanaka und Shinshū-Nakano fahren stündlich je nach Tageszeit ein oder zwei Nahverkehrszüge. Aufgrund technischer Einschränkungen beim Rollmaterial gibt es keine durchgehenden Nahverkehrszüge nach Nagano, sodass zwingend in Shinshū-Nakano umgestiegen werden muss. Mehrmals täglich fahren zuschlagspflichtige Eilzüge, die umsteigefrei Yudanuka mit Nagano verbinden. Hinzu kommen je nach Saison Ausflugszüge für Touristen, die einem bestimmten Thema gewidmet sind. Auf dem Bahnhofsvorplatz befinden sich Bushaltestellen, die von vier Linien der Gesellschaft Nagaden Bus betrieben werden. Ebenso verkehren hier Schnellbusse zur Shiga-Hochebene und nach Osaka.

## Anlage
Der Bahnhof steht im Zentrum des Ortes Yamanouchi in einer stark touristisch geprägten Gegend mit zahlreichen Hotels und mehreren Onsen-Thermalbädern. Zu Fuß erreichbar ist auch der weltbekannte Affenzoo Jigokudani Yaen Kōen. Die von Nordwesten nach Südosten ausgerichtete Anlage umfasst ein Stumpfgleis an einem überdachten Seitenbahnsteig. Das daran angrenzende zweigeschossige Empfangsgebäude an der Westseite umfasst neben den bahneigenen Verkaufseinrichtungen auch das örtliche Touristeninformationszentrum.
Vor dem im Jahr 2006 erfolgten Umbau bestand die Anlage aus zwei Gleisen an zwei gegenüberliegenden Seitenbahnsteigen, wobei üblicherweise nur jener an der Westseite genutzt wurde. Nutzte ein dreiteiliger Triebzug jedoch den östlichen Bahnsteig, musste er zuerst über eine Spitzkehre etwa 200 Meter weit zurücksetzen, um den Neigungsunterschied zwischen Streckengleis (bis zu 40 Promille steil) und Bahnsteiggleis auszugleichen. Dieser Bahnsteig besitzt heute kein Gleis mehr und ist deshalb nicht mehr nutzbar; dort steht auch das frühere Empfangsgebäude, das erhalten geblieben ist und nun als Onsen verwendet wird.
Im Fiskaljahr 2018 nutzten täglich durchschnittlich 605 Fahrgäste den Bahnhof.

## Bilder

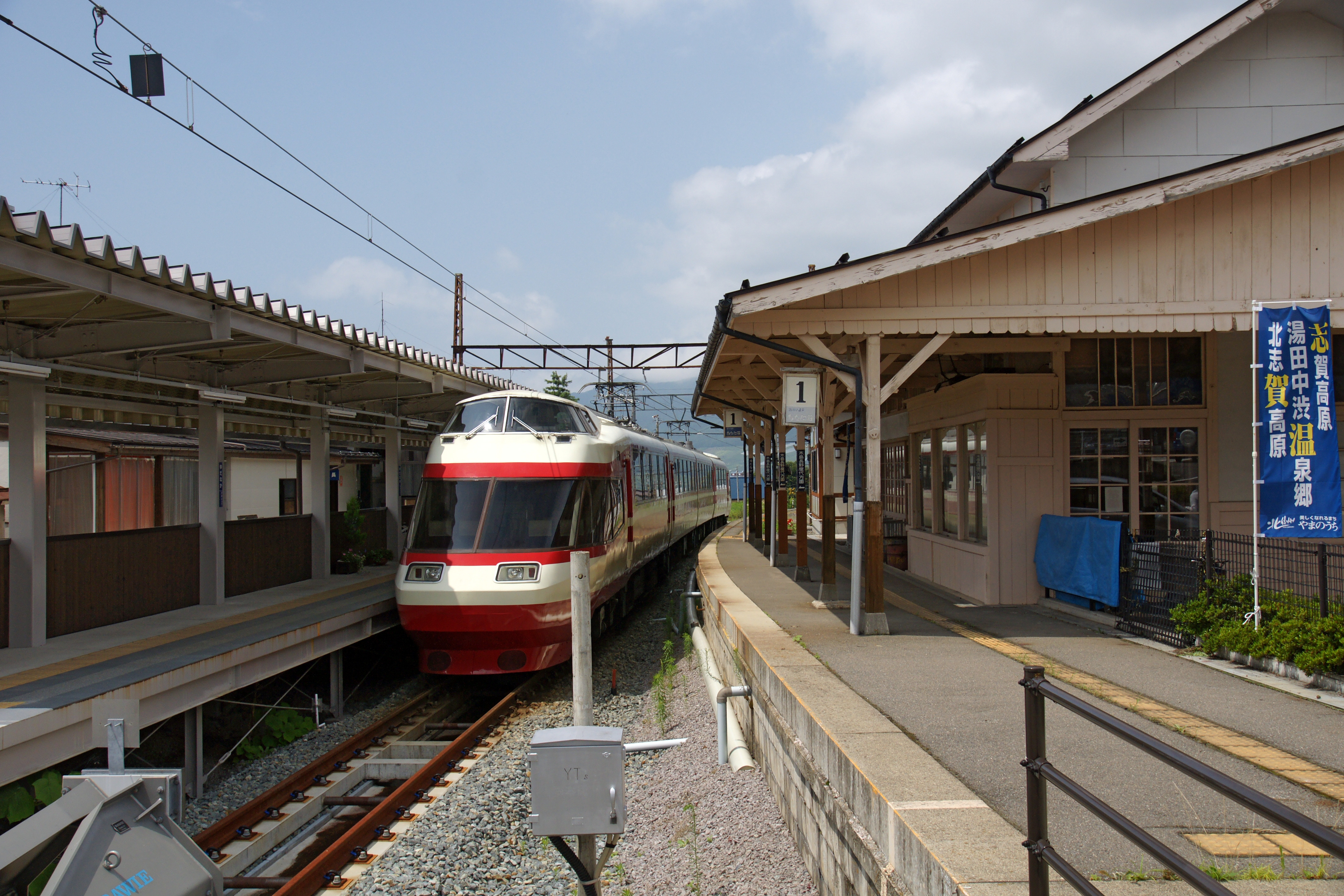
Streckenende mit Bahnsteig; der rechte Bahnsteig ist nicht mehr in Betrieb
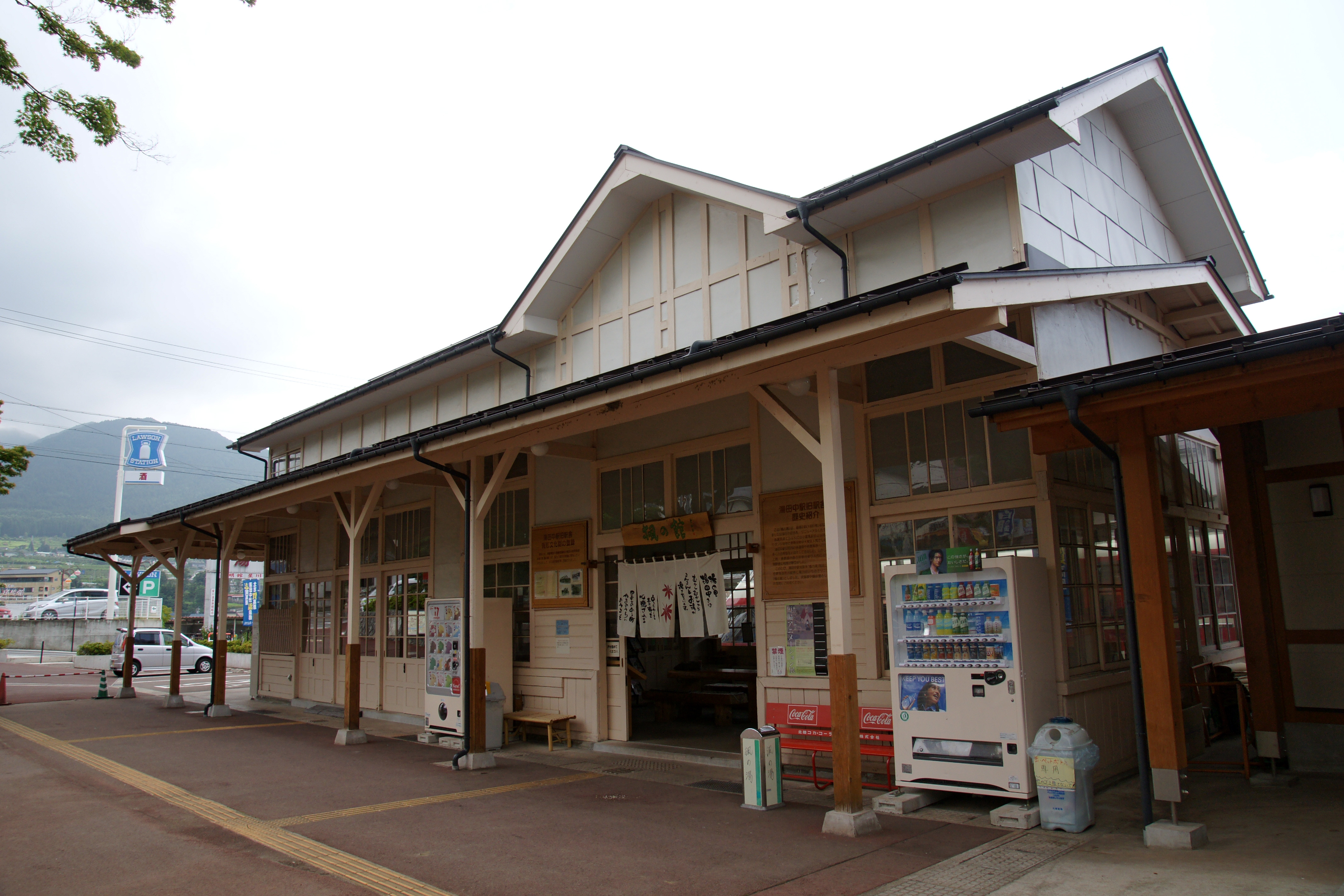
Ehemaliges Empfangsgebäude an der Ostseite
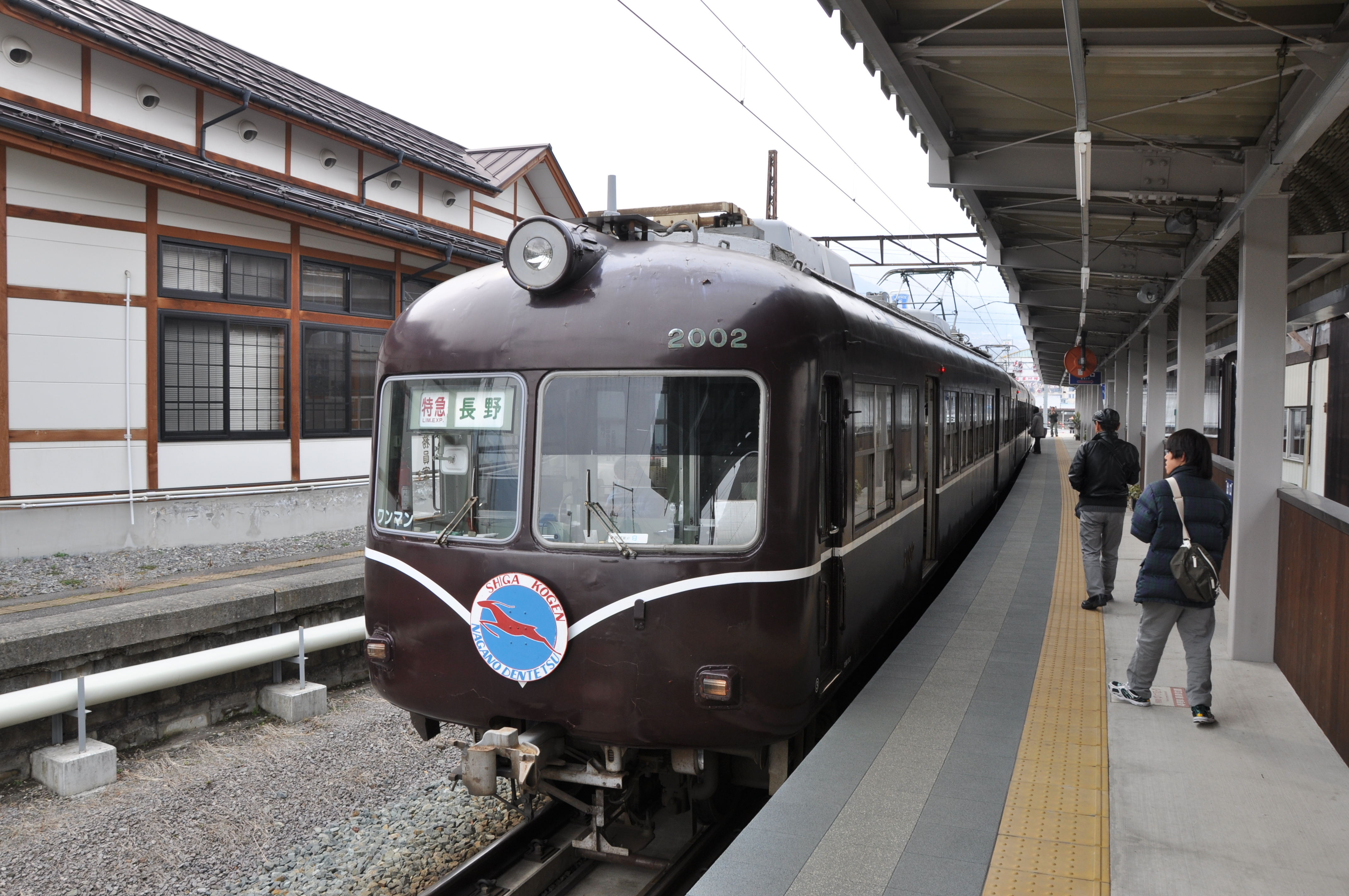
Wartender Nostalgiezug (2010)
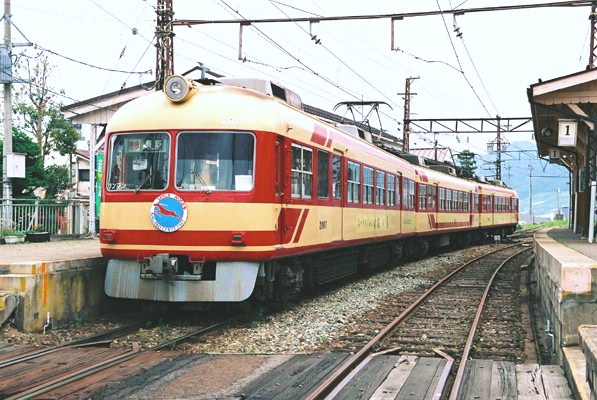
Triebzug der Baureihe 2000 hält an Gleis 2, vor dem Umbau (Mai 2006)

## Linien
| Verlauf der Nagaden Nagano-Linie |
| --- |
| Nagano • Shiyakusho-mae • Gondō • Zenkōjishita • Hongō • Kirihara • Shinano-Yoshida • Asahi • Fuzokuchūgakkō-mae • Yanagihara • Murayama • Hino • Suzaka • Kita-Suzaka • Obuse • Tsusumi • Sakurazawa • Entoku • Shinshū-Nakano • Nakano-Matsukawa • Shinano-Takehara • Yomase • Kamijō • Yudanaka |

## Geschichte
Die Bahngesellschaft Nagano Dentetsu eröffnete den Bahnhof am 28. April 1927, zusammen mit dem von Shinshū-Nakano bis hierhin führenden Abschnitt der Nagaden Nagano-Linie (bis 2002 als Yamanouchi-Linie bezeichnet). Es war ursprünglich geplant, die Strecke um 1,8 km nach Shibuyasudai zu verlängern, doch die erteilte Konzession lief im Juli 1931 aus, ohne genutzt worden zu sein. In den Jahren 1937 bis 1982 bot die Staatsbahn während der Hauptsaison Direktzüge von Yudanaka zum Bahnhof Ueno in Tokio an. Am 1. Mai 1971 wurde der Güterumschlag eingestellt. Seit 2005 steht das ursprüngliche Empfangsgebäude an der Ostseite als Materielles Kulturgut Japans unter Denkmalschutz. Beim Umbau der Anlage im Jahr 2006 entfernte man die Spitzkehre und errichtete an der Westseite ein neues Empfangsgebäude.